# Pädagogische Lesungen
Pädagogische Lesungen waren ein ab 1955 systematisch auf- und ausgebautes Weiterbildungsformat der DDR-Pädagogen. Aus allen Bereichen des DDR-Bildungswesens legten sie eigene gute Erfahrungen oder innovative Vorschläge in Bezug auf ihre Arbeit schriftlich nieder. Sie wurden den Kollegen über ein Verleihsystem bereitgestellt und auf Weiterbildungsveranstaltungen, sogenannten Tagen der Pädagogischen Lesung, vor Fachpublikum präsentiert.

## Beschreibung
Der Begriff „Pädagogische Lesungen“ steht für eine institutionalisierte Art des Erfahrungsaustausches von Pädagogen aus allen Bereichen des DDR-Bildungswesens. In Kindergärten, allgemeinbildenden Schulen, Hilfsschulen oder der außerschulischen Pädagogik tätige Fachleute legten eigene Erfahrungen (nach heutigem Verständnis „Best Practices“) und/oder innovative Vorschläge zur Gestaltung pädagogischer Prozesse schriftlich nieder. Von einer zentralen Jury als besonders gut bewertete Pädagogische Lesungen wurden zudem vor einem Fachpublikum (praktisch tätige Pädagogen, Wissenschaftler und Vertretern der Administration) in großangelegten zentralen Weiterbildungsveranstaltungen öffentlich (vor-)gelesen. Unter der Bezeichnung „Zentrale Tage der Pädagogischen Lesungen“ fanden diese zunächst am Zentralinstitut für Weiterbildung der DDR in Ludwigsfelde statt, später auch an diversen  Universitäten und Fachschulen des Landes. Den Autoren wurde für ihre Arbeit in der Regel eine Prämie gezahlt – im Idealfall einer besonders guten Bewertung durch die zentrale Jury waren dies zwischen 500 und 700 DDR-Mark.